# Patrick Wallimann
Patrick Wallimann (* 18. Juni 1973) ist ein ehemaliger Schweizer Triathlet. 

## Werdegang
1991 nahm er bei seinem ersten Triathlon-Bewerb teil und 2002 konnte er sich auf Lanzarote erstmals für einen Startplatz beim Ironman Hawaii – der Triathlon-Weltmeisterschaft – qualifizieren.
Patrick Wallimann startet vorwiegend bei Triathlon-Bewerben auf der Langdistanz (3,86 km Schwimmen, 180,2 km Radfahren und 42,195 km Laufen) und seit 2009 ist er als Profi-Athlet aktiv.
Bei seinem ersten Start als Profi belegte er im April 2009 beim Ironman China den zweiten Rang. Im August 2018 wurde der damals 45-Jährige Achter beim Inferno-Triathlon, wo er sich 2005 schon am zweiten Rang platziert hatte.
Wallimann lebt in Alpnach-Dorf und startete für den Triathlon Club Hergiswil.
Seit 2018 tritt Wallimann nicht mehr international in Erscheinung.

## Sportliche Erfolge
| Datum/Jahr   | Rang | Wettbewerb             | Austragungsort | Zeit       | Bemerkung |
| ------------ | ---- | ---------------------- | -------------- | ---------- | --------- |
| 7. Sep. 2008 | 20   | Ironman 70.3 Monaco    | Monaco         | 04:29:29   | [ 3 ]     |
| 2006         | 3    | Sempachersee-Triathlon | Schweiz        | 02:00:05,3 |           |

| Datum/Jahr    | Rang | Wettbewerb          | Austragungsort   | Zeit       | Bemerkung                                                            |
| ------------- | ---- | ------------------- | ---------------- | ---------- | -------------------------------------------------------------------- |
| 18. Aug. 2018 | 8    | Inferno Triathlon   | Mürren           | 09:30:33   |                                                                      |
| 4. Juli 2010  | 10   | Ironman Austria     | Klagenfurt       | 08:36:56   | mit persönlicher Bestzeit auf der Ironman-Distanz                    |
| 10. Okt. 2009 | 86   | Ironman Hawaii      | Hawaii           | 09:25:33   | [ 4 ]                                                                |
| 19. Apr. 2009 | 2    | Ironman China       | Haikou           | 09:22:46   | zweiter Rang hinter Rasmus Henning bei seinem ersten Start als Profi |
| 11. Okt. 2008 | 31   | Ironman Hawaii      | Hawaii           | 09:01:16   | Sieg und Weltmeistertitel in der Klasse 35–39                        |
| 13. Juli 2008 | 18   | Ironman Switzerland | Zürich           | 09:11:10   |                                                                      |
| 13. Okt. 2007 | 118  | Ironman Hawaii      | Hawaii           | 09:32:51   | 15. Rang in seiner AG                                                |
| 2005          | 2    | Inferno Triathlon   | Mürren           | 09:15:50,4 | zweiter Rang hinter Marc Pschebizin                                  |
| 16. Okt. 2004 | 117  | Ironman Hawaii      | Hawaii           | 10:06:17   | 25. Rang in der AG 30–34                                             |
| 19. Okt. 2002 | 141  | Ironman Hawaii      | Hawaii           | 09:47:35   |                                                                      |
| 25. Mai 2002  | 25   | Ironman Lanzarote   | Playa del Carmen |            |                                                                      |

(DNF – Did Not Finish)